# Tatami - Una donna in lotta per la libertà
Tatami - Una donna in lotta per la libertà (Tatami) è un film del 2023 diretto da Guy Nattiv e Zar Amir Ebrahimi.
Il film è stato presentato all'80ª Mostra internazionale d'arte cinematografica di Venezia il 2 settembre 2023 vincendo il Premio Brian.

## Trama
Leila è una judoka iraniana allenata da Maryam, con il sogno di vincere la medaglia d'oro ai Campionati mondiali di judo, ma le autorità dell'Iran ordinano a Leila di fingere di aver subito un infortunio e di ritirarsi dalla gara contro un'atleta israeliana.

## Produzione
Il film è stato girato a Tbilisi, capitale della Georgia. Si tratta della prima collaborazione tra un regista israeliano e un'iraniana. Tutti gli attori di nazionalitá iraniana presenti nel film vivono in esilio.

## Distribuzione
Il film è stato presentato all'80ª Mostra internazionale d'arte cinematografica di Venezia. L'Italia è stato il primo paese interessato alla sua distribuzione. L'8 marzo 2024 la pellicola è stata proiettata in 90 cinema italiani in anteprima, cui segue la distribuzione ufficiale a partire dal 4 aprile successivo.

## Riconoscimenti
- 2023 - Mostra internazionale d'arte cinematografica
  - Premio Brian[1]